# 新店溪橋火燒車事故
新店溪橋火燒車事故是一起於1948年5月28日發生在臺灣新店溪橋（現今華翠大橋位置）上的臺灣鐵路管理局列車失火事故，起因是由於有乘客攜帶危險品上車，最後導致四節車廂被燒毀，旅客傷亡情形為亡者21名、重傷者40名、輕傷者36名；另有家屬申請登記失蹤者51名，其中經過調查後有43名推定死亡。事後並舉行追悼大會，臺鐵也修改規章並加強宣導禁止旅客攜帶、託運危險品，同時也制定獎勵辦法鼓勵民眾檢舉攜帶危險品上車的旅客。

## 事發經過
1948年5月28日14點58分，第29次列車自萬華車站開出，南下前往板橋車站，在接近新店溪橋時，第9節的三等車廂（車號22034）突然起火燃燒，乘客往兩側逃避，甚至有人從窗戶跳入新店溪。
當時在車尾行李車的查票員陳東昇見出事了，遂扳下車長警氣閥（後改稱「車長閥」）讓列車緊急停駛，使逃往列車後端的乘客能從後門安全下車。然而當司機打算再度開動列車時，發現無法使著火車廂與未著火車廂分開，且列車仍然處於「緊軔」狀態（可能是因為車長警氣閥未復位或是軔管已被火燒壞），遂派司爐到後面去處理。司爐發現火勢已蔓延到第八節車廂後，遂急忙解開第八節與第七節車廂的連結器，機車牽引前七節車廂開往板橋車站，而留在橋上的四節車廂則因火勢過大全數燒毀。

## 傷亡損失
根據由臺灣鐵路管理局、臺灣鐵路工會、中國國民黨臺灣區鐵路黨部、臺灣省政府社會處所組成的「新店溪橋傷亡旅客善後救濟處理委員會」統計，有21名旅客死亡、40名重傷、36名輕傷；另有由家屬申請登記的51名失蹤旅客，其中經過調查後有43名推定死亡。此外，尚有四輛車廂燒毀（三等客車兩輛、二等客車一輛、行李車一輛），並有19件行李、38件包裹、118根枕木被燒毀。

## 事後處理
這起事件發生後，鐵路直到隔日中午才恢復通車。政府官員與民意代表也到醫院慰問，臺鐵也動員員工捐獻一日所得。救濟金方面，死者發給舊臺幣35萬元，殘廢者25萬元，重傷旅客除負擔一切醫療費用外並發給10萬元，輕傷者則負擔其醫療費用。
臺灣省參議會對此事件要求徹查原因並追究相關責任、從優撫卹死難者並發給負傷者醫藥費，並請求政府成立調查委員會、要求臺鐵徹底進行車輛檢查與枕木更換。國民大會代表聯誼會也召開焚車慘案座談會，邀請當時的臺灣鐵路局局長郎鍾騋報告處理經過。而事件發生原因為有旅客攜帶樟腦粉或汽油乘車引發火警。
臺北市雙園區（今萬華區）區民代表會由主席林打銅於該年6月12日14:40在新店溪橋畔舉行追悼會，臺鐵補助臺幣10萬元，同日16:00到6月16日16:00並舉行龍舟、超渡陰魂的活動。臺北縣板橋鎮（今新北市板橋區）也在6月25日舉辦追悼會，板橋鎮鎮長林燕清主祭，臺鐵副局長修城陪祭，臺鐵並提供免費車票供家屬搭車前往追悼會。
之後臺鐵加強宣導禁止旅客攜帶危險品上車，並制定獎勵方法，讓告密檢舉的旅客可以從罰金中分得一半的金額，臺鐵還會另外再發臺幣一千元以上的獎金給檢舉者。